# Scoparia yamanakai
Scoparia yamanakai là một loài bướm đêm trong họ Crambidae.